# Ingeborg G. Pluhar
Ingeborg G. Pluhar, (auch Ingeborg Goeschl-Pluhar, * 1944 in Wien) ist eine österreichische Malerin und Bildhauerin.

## Leben
Pluhar ist die jüngste Tochter von Anna Götzer (1909–2000) und Josef Pluhar (1901–1995). Ihr Großvater mütterlicherseits war Kunst-Glasermeister, der eine Werkstätte in Währing unterhielt und u. a. mit den Wiener Werkstätten kooperierte. Ihre Mutter begann im Alter von 17 Jahren ein Studium an der Wiener Kunstgewerbeschule bei Franz Čižek, das sie jedoch nicht abschloss. Ihr Vater stammte aus Böhmen und kam im Alter von 18 Jahren nach Wien. Während des Zweiten Weltkriegs war er als Verwaltungsbeamter (u. a. als Adjutant des SS-Gruppenführers Otto Wächter) im Generalgouvernement tätig.
Ihre Eltern heirateten 1931 in Rio de Janeiro und reimmigrierten in den 1930er Jahren nach Europa, zunächst nach München, dann zurück nach Wien. Sie hat zwei ältere Schwestern; eine wurde 1933 in Rio de Janeiro geboren, die andere ist die Schauspielerin und Sängerin Erika Pluhar (* 1939 in Wien). Ingeborg G. Pluhar war mit dem österreichischen Bildhauer und Maler Roland Goeschl (1932–2016) verheiratet. Sie haben einen gemeinsamen Sohn.

## Ausbildung und Lehre
Nach der Matura in einem Floridsdorfer Gymnasium begann Pluhar ab 1962 als einzige „ordentlich“ inskripierte Studentin ein Studium der Bildhauerei an der Akademie der bildenden Künste Wien in der Meisterklasse von Fritz Wotruba. 1962 und 1965 besuchte sie Klassen an der Internationalen Sommerakademie für Bildende Kunst Salzburg, zunächst bei Oskar Kokoschka, dann bei Joannis Avramidis. Einen Sommer lang nahm sie an Karl Prantls Bildhauersymposion im burgenländischen Sankt Margarethen teil.
Sie schloss ihr Studium 1966 mit dem Diplom ab. Nach Stipendien und Aufenthalten in Paris (an der École des Beaux Arts) und Berlin Ende der 1960er Jahre, begann sie 1979 ihre Tätigkeit als Universitätsassistentin an der Technischen Universität Wien. Von 1980 bis 1992 war sie dort zusätzlich als Lehrbeauftragte für das Fach Foto und Grafik beschäftigt, und von 1990 bis 2003 war sie Assistenzprofessorin am Institut für künstlerische Gestaltung.

## Künstlerisches Schaffen
„Pluhars zumeist aus Gips und Bronze gefertigte Skulpturen zeichnet ihre Dynamik, ihr raumgreifender Zug aus, die statische Blockhaftigkeit Wotrubas spielt eine untergeordnete Rolle. Neben der Malerei schuf sie auch zahlreiche Collagen, außerdem ist sie als Schriftstellerin tätig.“

War Ingeborg G. Pluhars Werk anfangs stark ihrer Ausbildung und somit der menschlichen Figur verschrieben, löste sich ihr Interesse zugunsten einer Rhythmisierung der Figur und ihrer Beziehungen untereinander auf. Abstraktion und Verfremdung und die Brechung von Schönheitsidealen waren ihr ab den 1970er Jahren ein Anliegen, insbesondere in ihre Collagen. In rund 300 dieser Arbeiten aus Ausschnitten und Ausrissen illustrierter Magazine entstanden abstrakte wie gegenständliche Bildkompositionen, die die Künstlerin selbst in die verschiedenen Serien der „Funde“, „Entfunde“, „Leerfunde“, „Verfunde“ und „Erfunde“ einteilt. 1970 entstanden für eine Ausstellung im Grazer Forum Stadtpark erste Kulissen- und Kostümbilder, in der Folge war Pluhar auch in der Mode und Werbung (u. a. für Humanic) tätig.
Ingeborg G. Pluhar verfolgt zudem ein konstantes schriftstellerisches Werk, u. a. in ihren Text-Collagen, aber auch in Briefen an eine Art von imaginierten Freund namens „Kunstl“. Diese verfasste sie seit den 1980er Jahren und versucht darin die Beweggründe für ihre eigenen Arbeiten zu erklären.
1980 erschien ihr erster Roman Leopoldstag, gefolgt von Paradox 2002.

## Preise
2012 wurde Ingeborg G. Pluhar mit dem Preis der Stadt Wien für Bildende Kunst ausgezeichnet.

## Ausstellungen

### Einzelausstellungen
| 1966 | Galerie Nächst St. Stephan, Wien                                                                     |
| 1970 | Forum Stadtpark, Graz                                                                                |
| 1974 | Galerie Christian Brandstätter & Co., Wien                                                           |
| 1975 | Galerie Nächst St. Stephan, Wien                                                                     |
| 1976 | Galerie Christian Brandstätter & Co., Wien                                                           |
| 1977 | Secession, Wien English Theatre, Wien Galerie H, Graz                                                |
| 1978 | Modern Art Galerie, Wien                                                                             |
| 1983 | Erscheinen des Romans Leopoldstag im Verlag Christian Brandstätter, Wien                             |
| 1985 | Galerie Würthle, Wien                                                                                |
| 1988 | Secession, Wien                                                                                      |
| 1992 | BAWAG-Foundation, Wien                                                                               |
| 1993 | Prechtl-Saal der TU Wien                                                                             |
| 1994 | Genovevaburg, Mayen, Rheinland-Pfalz Österreichische Galerie, Belvedere, Atelier beim Ambrosi-Museum |
| 2005 | Kunsthalle Exnergasse, Wien                                                                          |
| 2012 | „Jennersdorf“, EXPOSITION.AT, Jennersdorf                                                            |
| 2013 | „Geometrie der beredten Stille“, ZS art Galerie, Wien                                                |